# 1410 en musique classique
| \| • Retour à la chronologie générale de la musique classique • \| |
| Grèce • Rome • Haut Moyen Âge • VIIIe siècle • IXe siècle • Xe siècle • XIe siècle XIIe siècle • XIIIe siècle • XIVe siècle • XVe siècle • XVIe siècle • XVIIe siècle XVIIIe siècle • XIXe siècle • XXe siècle • XXIe siècle |
| • Retour à la chronologie générale de la musique classique • |

| Années en musique classique : 1407 - 1408 - 1409 - 1410 - 1411 - 1412 - 1413    |
| Décennies en musique classique : 1380 - 1390 - 1400 - 1410 - 1420 - 1430 - 1440 |

Cet article présente les faits marquants de l'année 1410 en musique classique.

## Naissances
- Entre 1409 et 1415 : Conrad Paumann, organiste, luthiste et compositeur allemand († 24 janvier 1473).

Vers 1410 :
- Johannes de Quadris, compositeur italien, premier Maître de chapelle de la Cappella Marciana († vers 1457).